# Gare d'Eclépens
La gare d'Eclépens est une gare ferroviaire située sur le territoire de la commune suisse d'Éclépens dans le canton de Vaud.

## Situation ferroviaire
Établie à 454,8 mètres d'altitude, la gare d'Eclépens est située au point kilométrique 21,38 de la ligne du Pied-du-Jura, entre les gares de Cossonay-Penthalaz (en direction de Lausanne) et Bavois (vers Olten).
Elle est dotée de deux voies bordées par deux quais latéraux.

## Histoire

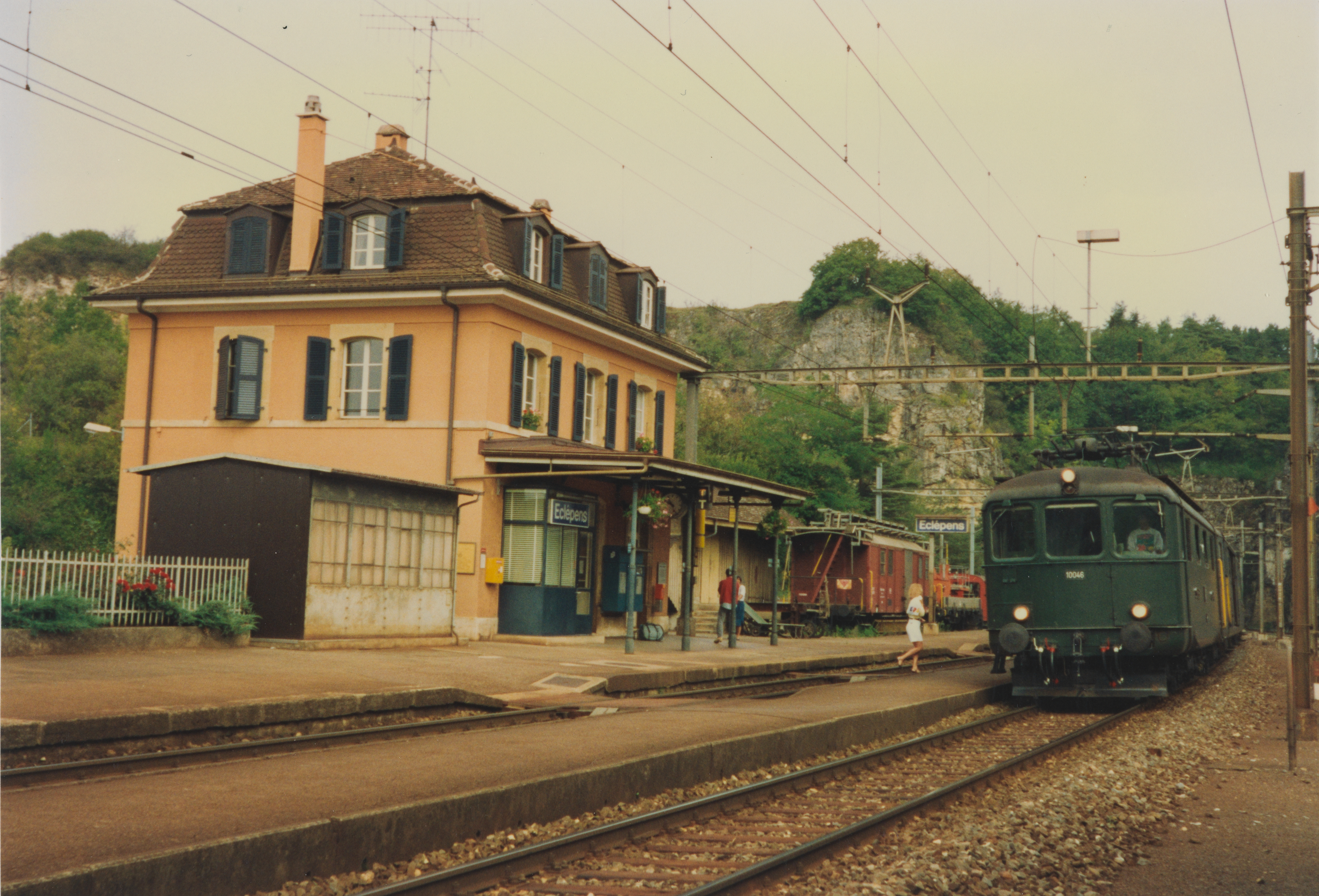
Train desservant la gare en 1992.

La gare d'Eclépens a été inaugurée en 1855 avec la mise en service du tronçon de Bussigny à Yverdon-leur-Bains de la ligne du Pied-du-Jura. Le bâtiment voyageurs a été surélevé en 1948.

## Service des voyageurs

### Accueil
Gare des CFF, elle dispose d'un bâtiment voyageurs, d'un abri sur chaque quai et d'un automate pour l'achat de titres de transport. Un passage souterrain sous les voies permet de circuler entre les deux quais.
À proximité directe de la gare se situe également un parc relais offrant 16 places dédié au stationnement des automobiles.
La gare est accessible aux personnes à mobilité réduite.

### Desserte
La gare fait partie du réseau RER Vaud qui assure des liaisons rapides à fréquence élevée dans l'ensemble du canton de Vaud. Eclépens est desservie chaque heure dans chaque sens par la ligne S1 qui relie Grandson à Lausanne (et à Cully du lundi au vendredi).

### Intermodalité
La gare d'Eclépens est en correspondance à l'arrêt Eclépens, gare avec la ligne interurbaine 765 de CarPostal reliant la gare d'Eclépens à l'hôpital de Saint-Loup via la gare de La Sarraz.